# Dirk Dalens II
Dirk of Dirck Dalens II (? Den Haag, 1657 – Amsterdam, augustus 1687, ) was een Nederlands kunstschilder.

## Biografie
Dalens leerde schilderen van zijn vader Willem Dalens die een zoon was van Dirk Dalens I. Dalens schilderde voornamelijk landschappen. Dalens stierf op jonge leeftijd en werd beschouwd als een middelmatige schilder. Zijn zoon Dirk Dalens III, die geboren werd na zijn dood, oversteeg hem qua talent.
Naar verluidt heeft Dalens kort voor zijn dood een drietal tekeningen van Jacob van Ruisdael in zijn bezit gehad en deze geretoucheerd. Deze informatie is gebaseerd op aantekeningen van de kunstschilder Sybrand Feitama II (1694-1758). Mocht dit daadwerkelijk kloppen dan kan Dalens worden beschouwd als de eerste bezitter van tekeningen van van Ruisdael.

## Galerij

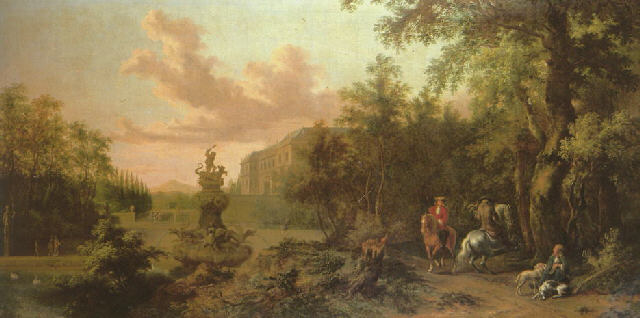
Valkenjacht in een bosachtig park (circa 1680-1688)
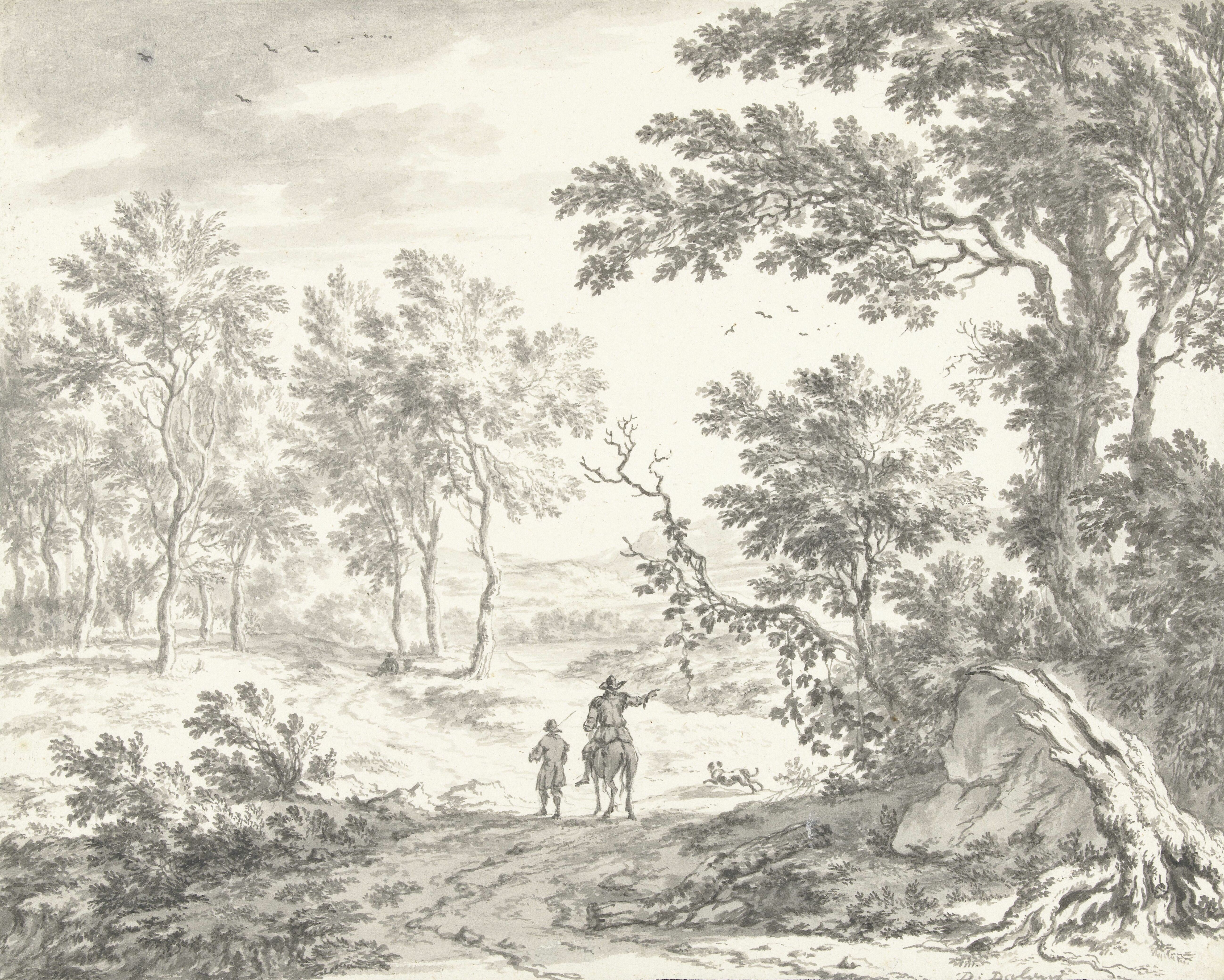
Boomrijk heuvellandschap met ruiter en knecht (circa 1683-1687)
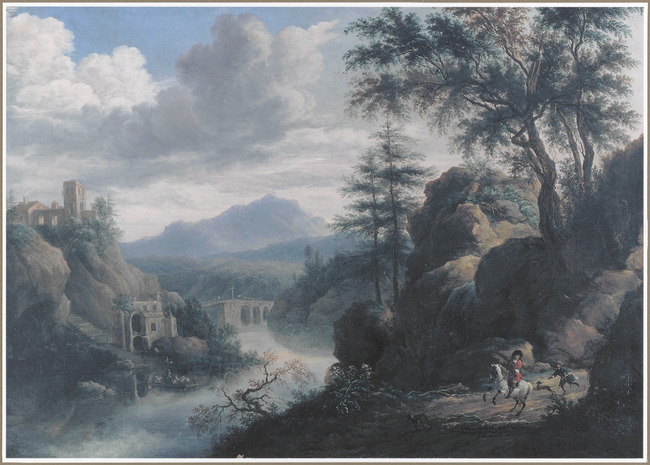
Italianiserend berglandschap met een ruiter op een weg bij een rivier (circa 1672-1687)

- Biografisch Portaal: 10544299
- Digitale Bibliotheek voor de Nederlandse Letteren: dale037
- Gemeinsame Normdatei: 1270796623
- KulturNav: 9bd2fd7a-9502-4f1b-b48f-099a55a52017
- RKD-Nederlands Instituut voor Kunstgeschiedenis: 19745
- Union List of Artist Names: 500017048
- Virtual International Authority File: 95785822